# Campeonato Sudamericano de Fútbol Sub-20
El Campeonato Sudamericano Sub-20 «Juventud de América» (en portugués: Campeonato Sul-Americano de Futebol Sub-20), anteriormente llamado Campeonato Sudamericano Juvenil hasta 1977, es un torneo internacional de Fútbol organizado por la Conmebol, para selecciones nacionales sudamericanas masculinas con jugadores de hasta 20 años.
En 1954, Venezuela organizó el primer Campeonato Sudamericano Juvenil. El 7 de noviembre de 1953, la Federación Venezolana de Fútbol propuso la realización del Campeonato Interamericano Juvenil a través de los directivos Fermín Huizi Cordero y Pedro Cabello Gibbs. El certamen se concretó durante la décima Conferencia Interamericana de Cancilleres que se realizó en Caracas.
Originalmente para hombres de hasta 19 años, el límite de edad se mantuvo hasta el séptimo campeonato, que fue llevado a cabo en Perú en 1975. Desde la octava edición (1977), cuando el torneo fue organizado por Venezuela por segunda vez, el límite de edad fue elevado a 20 años. Desde 2012 se volvió nuevamente a poner como límite de edad hasta 19 años. Esta modificación fue hecha para que la competencia sirviese como eliminatoria sudamericana para la Copa Mundial de Fútbol Sub-20, que es llevada a cabo cada dos años desde 1977. Entre 2007 y 2015, el torneo sirvió como clasificatorio para dos equipos al torneo masculino de fútbol en los Juegos Olímpicos.

## Formato
Todos los encuentros son jugados en la nación anfitriona, y los diez seleccionados nacionales Sub-20 de la Conmebol participan en cada edición (a menos que alguna asociación se retire). Los equipos son separados en dos grupos de cinco donde juegan todos contra todos una sola vez, es decir, cada selección juega cuatro encuentros. Los tres primeros de cada grupo clasifican a una ronda final de seis, donde también juegan todos contra todos una sola vez, es decir, cada equipo disputa cinco partidos. Los resultados de esta ronda final determinan el campeón y la clasificación sudamericana a la siguiente Copa Mundial de Fútbol Sub-20, y en algunas ediciones o al Torneo Panamericano de Fútbol. Entre 2007 y 2015, también clasificó a dos equipos para el Torneo Olímpico de Fútbol, siendo Pekín 2008, Londres 2012 y Río de Janeiro 2016 las ediciones que se valieron de ese formato clasificatorio.
Al contrario de la mayor parte de las competiciones internacionales, en el Campeonato Sudamericano Juvenil de fútbol no hay encuentro final, ni partido por el tercer puesto, ni instancias de eliminación directa entre equipos. En caso de empate en cantidad de puntos obtenidos por los equipos durante la fase preliminar (o fase de grupos), la clasificación se determina siguiendo el siguiente sistema: 
- Enfrentamiento directo, considerando sólo aquellos partidos disputados en la Fase Preliminar entre los equipos que empaten la posición, a definir a favor del equipo con:

1. Mayor número de puntos obtenidos en los partidos de la Fase Preliminar.
2. Mayor diferencia de goles en los partidos de la Fase Preliminar.
3. Mayor cantidad de goles a favor en los partidos de la Fase Preliminar.

- Diferencia de goles.
- Cantidad de goles marcados.
- Menor número de tarjetas rojas.
- Menor número de tarjetas amarillas.
- Por sorteo.[5]

En caso de empate en cantidad de puntos obtenidos por los equipos durante la Fase Final, la clasificación se determina siguiendo el siguiente sistema: 
- Enfrentamiento directo, considerando sólo aquellos partidos disputados en la Fase Final entre los equipos que empaten la posición, a definir a favor del equipo con:

1. Mayor número de puntos obtenidos en los partidos de la Fase Final.
2. Mayor diferencia de goles en los partidos de la Fase Final.
3. Mayor cantidad de goles a favor en los partidos de la Fase Final.

- Diferencia de goles durante la Fase Final.
- Cantidad de goles marcados durante la Fase Final.
- Menor número de tarjetas rojas en la totalidad de la competición.
- Menor número de tarjetas amarillas en la totalidad de la competición.
- Por sorteo.[5]

## Resultados y estadísticas

### Campeonatos
| Año          | Sede      | Campeón                                    | Subcampeón                                 | Tercero                                    | Cuarto                                     |                                            |
| ------------ | --------- | ------------------------------------------ | ------------------------------------------ | ------------------------------------------ | ------------------------------------------ | ------------------------------------------ |
| 1954 Detalle | Venezuela | Uruguay                                    | Brasil                                     | Venezuela                                  | Perú                                       |                                            |
| 1958 Detalle | Chile     | Uruguay                                    | Argentina                                  | Brasil                                     | Perú                                       |                                            |
| 1964 Detalle | Colombia  | Uruguay                                    | Paraguay                                   | Colombia                                   | Chile                                      |                                            |
| 1967 Detalle | Paraguay  | Argentina                                  | Paraguay                                   | Brasil                                     | Perú                                       |                                            |
| 1971 Detalle | Paraguay  | Paraguay                                   | Uruguay                                    | Argentina                                  | Perú                                       |                                            |
| 1974 Detalle | Chile     | Brasil                                     | Uruguay                                    | Paraguay                                   | Argentina                                  |                                            |
| 1975 Detalle | Perú      | Uruguay                                    | Chile                                      | Argentina                                  | Perú                                       |                                            |
| 1977 Detalle | Venezuela | Uruguay                                    | Brasil                                     | Paraguay                                   | Chile                                      |                                            |
| 1979 Detalle | Uruguay   | Uruguay                                    | Argentina                                  | Paraguay                                   | Brasil                                     |                                            |
| 1981 Detalle | Ecuador   | Uruguay                                    | Brasil                                     | Argentina                                  | Bolivia                                    |                                            |
| 1983 Detalle | Bolivia   | Brasil                                     | Uruguay                                    | Argentina                                  | Bolivia                                    |                                            |
| 1985 Detalle | Paraguay  | Brasil                                     | Paraguay                                   | Colombia                                   | Uruguay                                    |                                            |
| 1987 Detalle | Colombia  | Colombia                                   | Brasil                                     | Argentina                                  | Uruguay                                    |                                            |
| 1988 Detalle | Argentina | Brasil                                     | Colombia                                   | Argentina                                  | Paraguay                                   |                                            |
| 1991 Detalle | Venezuela | Brasil                                     | Argentina                                  | Uruguay                                    | Paraguay                                   |                                            |
| 1992 Detalle | Colombia  | Brasil                                     | Uruguay                                    | Colombia                                   | Ecuador                                    |                                            |
| 1995 Detalle | Bolivia   | Brasil                                     | Argentina                                  | Chile                                      | Ecuador                                    |                                            |
| 1997 Detalle | Chile     | Argentina                                  | Brasil                                     | Paraguay                                   | Uruguay                                    |                                            |
| 1999 Detalle | Argentina | Argentina                                  | Uruguay                                    | Brasil                                     | Paraguay                                   |                                            |
| 2001 Detalle | Ecuador   | Brasil                                     | Argentina                                  | Paraguay                                   | Chile                                      |                                            |
| 2003 Detalle | Uruguay   | Argentina                                  | Brasil                                     | Paraguay                                   | Colombia                                   |                                            |
| 2005 Detalle | Colombia  | Colombia                                   | Brasil                                     | Argentina                                  | Chile                                      |                                            |
| 2007 Detalle | Paraguay  | Brasil                                     | Argentina                                  | Uruguay                                    | Chile                                      |                                            |
| 2009 Detalle | Venezuela | Brasil                                     | Paraguay                                   | Uruguay                                    | Venezuela                                  |                                            |
| 2011 Detalle | Perú      | Brasil                                     | Uruguay                                    | Argentina                                  | Ecuador                                    |                                            |
| 2013 Detalle | Argentina | Colombia                                   | Paraguay                                   | Uruguay                                    | Chile                                      |                                            |
| 2015 Detalle | Uruguay   | Argentina                                  | Colombia                                   | Uruguay                                    | Brasil                                     |                                            |
| 2017 Detalle | Ecuador   | Uruguay                                    | Ecuador                                    | Venezuela                                  | Argentina                                  |                                            |
| 2019 Detalle | Chile     | Ecuador                                    | Argentina                                  | Uruguay                                    | Colombia                                   |                                            |
| 2021 Detalle | Colombia  | Cancelado debido a la pandemia de COVID-19 | Cancelado debido a la pandemia de COVID-19 | Cancelado debido a la pandemia de COVID-19 | Cancelado debido a la pandemia de COVID-19 | Cancelado debido a la pandemia de COVID-19 |
| 2023 Detalle | Colombia  | Brasil                                     | Uruguay                                    | Colombia                                   | Ecuador                                    |                                            |
| 2025 Detalle | Venezuela | Brasil                                     | Argentina                                  | Colombia                                   | Paraguay                                   |                                            |

### Palmarés
| Núm. | País      | Oro | Plata | Bronce | Total |
| ---- | --------- | --- | ----- | ------ | ----- |
| 1.º  | Brasil    | 13  | 7     | 3      | 23    |
| 2.º  | Uruguay   | 8   | 7     | 6      | 21    |
| 3.º  | Argentina | 5   | 8     | 8      | 21    |
| 4.º  | Colombia  | 3   | 2     | 5      | 10    |
| 5.º  | Paraguay  | 1   | 5     | 6      | 12    |
| 6.º  | Ecuador   | 1   | 1     | 0      | 2     |
| 7.º  | Chile     | 0   | 1     | 1      | 2     |
| 8.º  | Venezuela | 0   | 0     | 2      | 2     |
| 9.º  | Perú      | 0   | 0     | 0      | 0     |
| 10.º | Bolivia   | 0   | 0     | 0      | 0     |

### Tabla histórica
Actualizado a la Edición 2025
| Selección | Selección | EJ | Pts. | PJ  | PG  | PE | PP | GF  | GC  | Dif. |
| --------- | --------- | -- | ---- | --- | --- | -- | -- | --- | --- | ---- |
| 1         | Brasil    | 30 | 439  | 217 | 132 | 46 | 39 | 436 | 176 | +260 |
| 2         | Uruguay   | 30 | 387  | 217 | 109 | 60 | 48 | 349 | 227 | +122 |
| 3         | Argentina | 29 | 360  | 203 | 101 | 57 | 45 | 338 | 198 | +140 |
| 4         | Paraguay  | 29 | 283  | 184 | 80  | 43 | 61 | 294 | 252 | +42  |
| 5         | Colombia  | 29 | 267  | 187 | 73  | 48 | 66 | 228 | 222 | +6   |
| 6         | Chile     | 31 | 197  | 171 | 54  | 35 | 82 | 236 | 281 | -45  |
| 7         | Ecuador   | 26 | 142  | 140 | 37  | 31 | 72 | 150 | 228 | -78  |
| 8         | Perú      | 30 | 120  | 142 | 30  | 30 | 82 | 157 | 279 | -122 |
| 9         | Venezuela | 27 | 119  | 139 | 29  | 32 | 78 | 133 | 280 | -147 |
| 10        | Bolivia   | 26 | 52   | 108 | 12  | 16 | 80 | 93  | 253 | -160 |
| 11        | Israel    | 1  | 9    | 5   | 3   | 0  | 2  | 6   | 4   | +2   |
| 12        | Panamá    | 1  | 0    | 3   | 0   | 0  | 3  | 4   | 20  | -16  |

- Nota: Pese a que la FIFA otorga 3 puntos por victoria a partir del Mundial de 1994, para calcular las unidades de esta tabla, se dan 3 puntos por partido ganado desde el Sudamericano Sub-20 de 1954.

### Finales más repetidas
| Final               |   |
| ------------------- | - |
| Brasil - Uruguay    | 8 |
| Brasil - Argentina  | 6 |
| Brasil - Colombia   | 3 |
| Argentina - Uruguay | 3 |
| Brasil - Paraguay   | 2 |

## Selecciones participantes del Mundial sub-20
| País      | Part. | Mundiales |
| --------- | ----- | --- |
| Brasil    | 20    | 1977, 1981, 1983, 1985, 1987, 1989, 1991, 1993, 1995, 1997, 1999, 2001, 2003, 2005, 2007, 2009, 2011, 2015, 2023, 2025. |
| Argentina | 18    | 1979, 1981, 1983, 1989, 1991, 1995, 1997, 1999, 2001, 2003, 2005, 2007, 2011, 2015, 2017, 2019, 2023, 2025.             |
| Uruguay   | 16    | 1977, 1979, 1981, 1983, 1991, 1993, 1997, 1999, 2007, 2009, 2011, 2013, 2015, 2017, 2019, 2023.                         |
| Colombia  | 12    | 1985, 1987, 1989, 1993, 2003, 2005, 2011, 2013, 2015, 2019, 2023, 2025.                                                 |
| Paraguay  | 10    | 1977, 1979, 1985, 1997, 1999, 2001, 2003, 2009, 2013, 2025.                                                             |
| Chile     | 7     | 1987, 1995, 2001, 2005, 2007, 2013, 2025.                                                                               |
| Ecuador   | 5     | 2001, 2011, 2017, 2019, 2023.                                                                                           |
| Venezuela | 2     | 2009, 2017. |

En cursiva los campeonatos en donde la selección organizó el torneo. En negrita los torneos donde la selección se coronó campeona.
  Bolivia y  Perú no ha calificado a una Copa Mundial de Fútbol Sub-20.

## Mejores participaciones de selecciones Conmebol en el Mundial sub-20
| Copa Mundial de Fútbol Sub-20 | Copa Mundial de Fútbol Sub-20  | Copa Mundial de Fútbol Sub-20 | Copa Mundial de Fútbol Sub-20 | Copa Mundial de Fútbol Sub-20 | Copa Mundial de Fútbol Sub-20 |
| Año                           | Equipos Conmebol participantes | Mejor posicionado             | Puesto                        | Máximo goleador Conmebol      | Goles                         |
| ----------------------------- | ------------------------------ | ----------------------------- | ----------------------------- | ----------------------------- | ----------------------------- |
| 1977                          | 3                              | Brasil                        | 3º                            | Guina                         | 4                             |
| 1979                          | 3                              | Argentina                     | 1º                            | Díaz                          | 8                             |
| 1981                          | 3                              | Uruguay                       | 5º                            | Ronaldão                      | 3                             |
| 1983                          | 3                              | Brasil                        | 1º                            | Geovanni                      | 6                             |
| 1985                          | 3                              | Brasil                        | 1º                            | Gérson, Balalo y Müller       | 3                             |
| 1987                          | 3                              | Chile                         | 4º                            | Pino                          | 5                             |
| 1989                          | 3                              | Brasil                        | 3º                            | Henrique, Anderson y Bismarck | 3                             |
| 1991                          | 3                              | Brasil                        | 2º                            | Elber                         | 4                             |
| 1993                          | 3                              | Brasil                        | 1º                            | Zambrano                      | 3                             |
| 1995                          | 3                              | Argentina                     | 1º                            | Caio                          | 5                             |
| 1997                          | 4                              | Argentina                     | 1º                            | Adaílton                      | 10                            |
| 1999                          | 4                              | Uruguay                       | 4º                            | Chevantón                     | 4                             |
| 2001                          | 5                              | Argentina                     | 1º                            | Saviola                       | 11                            |
| 2003                          | 4                              | Brasil                        | 1º                            | Cavenaghi y Dudu              | 4                             |
| 2005                          | 4                              | Argentina                     | 1º                            | Messi                         | 6                             |
| 2007                          | 4                              | Argentina                     | 1º                            | Agüero                        | 6                             |
| 2009                          | 4                              | Brasil                        | 2º                            | Del Valle y Rondón            | 4                             |
| 2011                          | 5                              | Brasil                        | 1º                            | Henrique                      | 5                             |
| 2013                          | 4                              | Uruguay                       | 2º                            | López y Castillo              | 4                             |
| 2015                          | 4                              | Brasil                        | 2º                            | 6 jugadores                   | 2                             |
| 2017                          | 4                              | Venezuela                     | 2º                            | Córdova                       | 4                             |
| 2019                          | 4                              | Ecuador                       | 3°                            | Gaich y Hernández             | 3                             |
| 2023                          | 5                              | Uruguay                       | 1°                            | Marcos Leonardo               | 5                             |
| 2025                          | 5                              | Bandera de ?                  |                               | Bandera de ?                  |                               |

### Palmarés selecciones Conmebol en el Mundial sub-20
| Selecciones | Campeones                              | Subcampeones               | Tercer lugar         | Cuarto lugar         |
| ----------- | -------------------------------------- | -------------------------- | -------------------- | -------------------- |
| Argentina   | 6 (1979, 1995, 1997, 2001, 2005, 2007) | 1 (1983)                   |                      | 1 (2003)             |
| Brasil      | 5 (1983, 1985, 1993, 2003, 2011)       | 4 (1991, 1995, 2009, 2015) | 3 (1977, 1989, 2005) |                      |
| Uruguay     | 1 (2023)                               | 2 (1997, 2013)             | 1 (1979)             | 3 (1977, 1999, 2017) |
| Venezuela   |                                        | 1 (2017)                   |                      |                      |
| Chile       |                                        |                            | 1 (2007)             | 1 (1987)             |
| Colombia    |                                        |                            | 1 (2003)             |                      |
| Ecuador     |                                        |                            | 1 (2019)             |                      |
| Paraguay    |                                        |                            |                      | 1 (2001)             |